# James Mill
James Mill (Angus, 6 aprile 1773 – Kensington, 23 giugno 1836) è stato uno storico, filosofo ed economista scozzese.

Elements of political economy, 1826

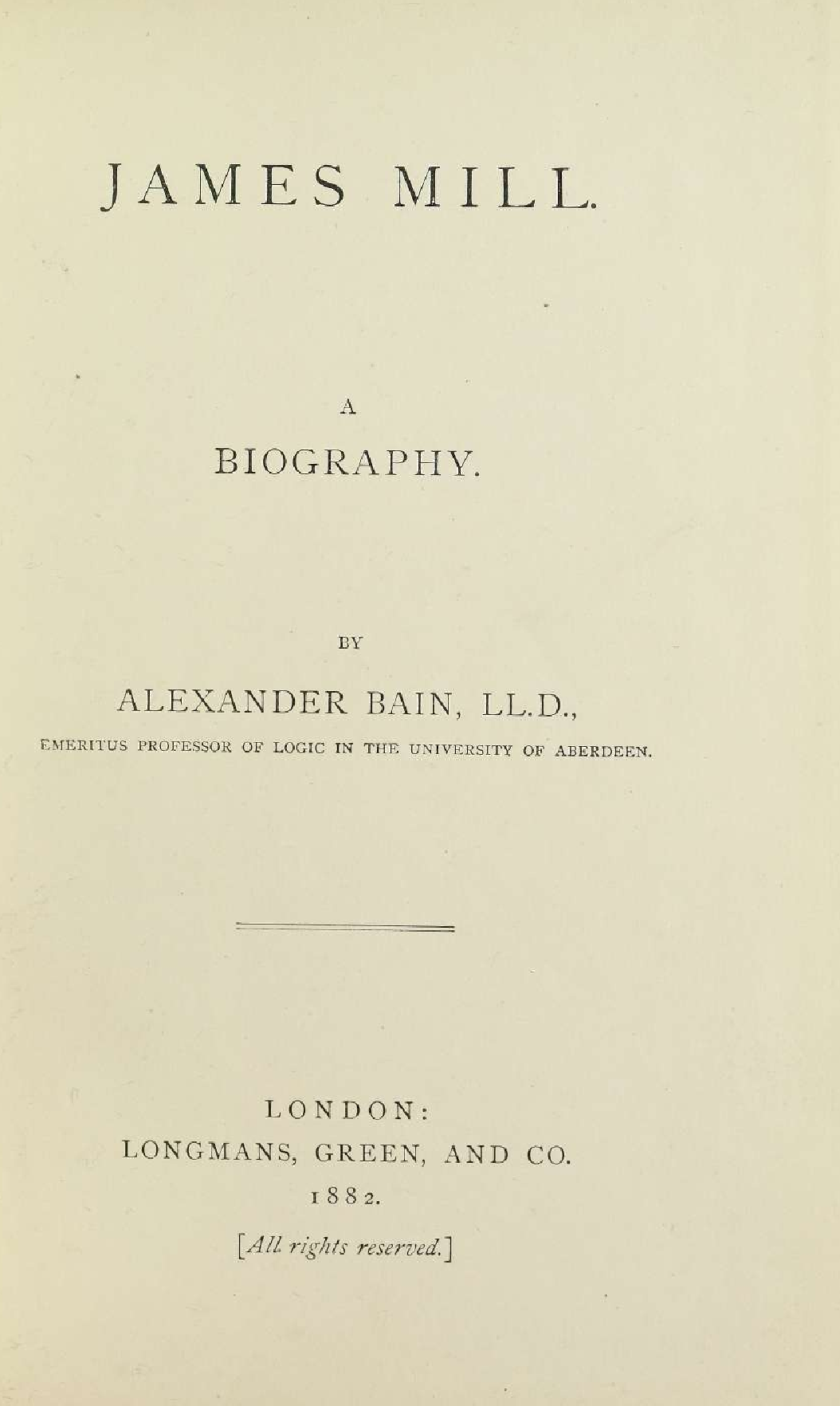
Alexander Bain, James Mill. A biography, 1882

Fu discepolo di Bentham nonché padre di John Stuart Mill.

## Pensiero
Fondamentale è la sua opera History of British India che si pone come primo tentativo di raccontare la presenza britannica in India e si inserisce all'interno del discorso orientalista.
Nella sua opera Analisi dei fenomeni dello spirito umano (1829), Mill si propone di risolvere le manifestazioni della vita psichica nei loro elementi ultimi. Tali elementi ultimi devono essere, positivisticamente, dei fatti osservabili sperimentalmente e li identifica pertanto con le sensazioni.
Mill ritiene che la vita psichica dell'uomo consista nell'associazione delle idee (così come per David Hume e la tradizione associazionistica inglese), cioè nell'associazione delle immagini prodotte dalle sensazioni. Per quanto esse esulino dalla volontà umana, le associazioni di idee, essendo tanto più forti quando più frequenti possono controllarsi.
L'associazionismo di Mill si coniuga così con l'utilitarismo di Jeremy Bentham: l'azione educatrice dell'uomo consiste nel promuovere le associazioni di idee che stanno a capo di un'azione utile, reprimendo invece quelle che danno luogo a un'azione dannosa. 
Favorendo le associazioni di idee che portano a stabilire un nesso tra l'utile del singolo e quello collettivo per Mill, come per il maestro Bentham, è possibile far convergere egoismo e altruismo.

## Opere
- James Mill, Elements of political economy, London, Robert Baldwin, Charles Cradock, W Joy, 1826. URL consultato il 13 luglio 2015.